# Amane Shindō
Amane Shindō (進藤あまね Shindō Amane, * am 20. April 2004 in der Präfektur Aichi) ist eine japanische Seiyū.

## Werdegang
Im Alter von 14 Jahren wurde Shindō von der Talentagentur HiBiKi unter Vertrag genommen. Ihre erste Rolle als Synchronsprecherin hatte sie im Jahr 2019 in der Anime-Fernsehserie Bermuda Triangle: Colorful Pastrale. In dieser Serie lieh sie dem Charakter Caro ihre Stimme. In dem Kurzanime Rebirth zum Sammelkartenspiel Rebirth for you des Unternehmens Bushiroad spricht sie Shūko Mino.
Am 1. März 2020 kündigte Bushiroad die vierte Live-Band für das BanG-Dream!-Franchise an. Diese heißt Morfonica. Shindō ist eines von fünf Mitgliedern der Gruppe und verleiht der Sängerin Mashiro Kurata ihre Stimme. Sie ist Mitglied des Kollektivs Lyrical Lily aus dem D4DJ-Multimedia-Projekt des Unternehmens Bushiroad in der sie den Charakter Haruna Kasuga spricht.
Nachdem Morfonica noch vor RAISE A SUILEN in das Smartphone-Spiel integriert und die Debütsingle Daylight veröffentlicht wurde, zeigten sich Teile der Anhängerschaft des Franchise enttäuscht. Diese Enttäuschung führte dazu, dass Shindō auf sämtlichen sozialen Medien gemobbt wurde und sogar Morddrohungen erhielt. Zwischenzeitlich haben sowohl Bushiroad als auch ihre Talentagentur angekündigt, rechtlich gegen herablassende Kommentare gegenüber ihren Klienten vorzugehen.

## Stimme
Amane Shindō erzählte in einem Interview, welches sie Ende März 2020 mit dem japanischen Magazin Famitsu gab, dass sie eine eher tiefe Stimme habe. Da ihr Charakter Mashiro hingegen eine hellere Stimme haben soll, versuche sie in höheren Tonlagen zu singen.

## Diskografie

### Morfonica
- → Hauptartikel: BanG Dream!/Diskografie#Morfonica

### Lyrical Lily
- 2020: Cosmic CoaSTAR (Bushiroad Music)

## Filmografie

### Anime
- 2019: Bermuda Triangle: Colorful Pastrale als Caro
- 2020: Rebirth als Shūko Mino
- seit 2020: BanG Dream! als Mashiro Kurata
- 2020: Assault Lily Bouquet als Akari Tamba
- 2020: D4DJ als Haruna Kasuga

### Videospiele
- BanG Dream! Girls Band Party! als Mashiro Kurata
- D4DJ Groovy Mix als Haruna Kasuga
- Magia Record als Mikage Yakumo
- Quiz RPG: The World of Mystic Wiz als Mikage Yakumo